# Liste der Bürgermeister von Adenau 1608–1802
Diese Liste führt die Bürgermeister von Adenau für die Jahre 1608–1802, soweit diese bisher bekannt sind.

## Liste
- 1608 Ludwig Meures Schulte
- 1613 Johann Münster
- 1614 Wilhelm Schomacher
- 1656 Theodor Hütten
- 1684 Henrich Urbach
- 1704 Henrich Franck
- 1705 Johann Conrad Fabrg
- 1707 Jacob Pürling
- 1708 Gerhard Franck
- 1709 Nicolaus Müller
- 1710 Johannes Lehman jun.
- 1712 Johannes Pitter(?) Lemann
- 1715 Johann Wichterig
- 1717 Johannes Steffen Seuter
- 1718 Dederich Frieder
- 1719 Adam Thomas
- 1720 Cornelius Wichterich
- 1721 Engelbert Breuer
- 1722 Sao Marg.Baur, Frau des Schultheißen[1]
- 1727 Leonard Wichterich
- 1728 Mathias Zimmer
- 1729 Frank Henrich Lehman
- 1730 Johannes Triesen
- 1731 Johannes Stephan Schreiner
- 1732 Matthias Schtimacher
- 1733 Johannes Dreiser
- 1734 Johannes Koch
- 1736 Johannes Dresen
- 1738 Jodokus Newinger
- 1739 Heinrich Müller
- 1741 Johann Stephan Reuter
- 1742 Anton Innen
- 1746 Johann Anton Krämer
- 1747 Wilhelm Stoll
- 1748 Siebertus Casber
- 1749 Joan Nicolaus Kalling
- 1750 Paulus Confentz
- 1753 Nicolaus Simonis
- 1754 Anton Seuter
- 1755 Mathias Dreesers
- 1756 Peter Schmitz
- 1758 Joseph Friederichs
- 1759 Johann Fabry
- 1760 Mathias Freundt
- 1763 Joseph Fabry
- 1764 Servatius Fuß
- 1765 Gerhard Koch
- 1766 Franz Henrich Lehman
- 1767 Franz Fuß
- 1768 (Leonard Convents)/Johann Anton Wichterich
- 1769 Antonius Wichterich von Gilgenbach
- 1770 Leonard Convents
- 1772 Joseph Klein
- 1773 Johann Jakob Wirtz
- 1774 Steffen Weber
- 1775 Johannes Lehman
- 1776 Johannes Andweiler
- 1777 Johann Schmitz
- 1778 Peter Casper
- 1781 Joseph Baur
- 1782 Ignatius Schellbeck
- 1785 Michael Kolb
- 1786 Mathias Fabri
- 1787 Mathias Lehmann
- 1788 Johannes Nachsheim
- 1789 Peter Josef Weber
- 1790 Johann Anton Koll sen.
- 1791 Mathias Franck
- 1792 Anton Conrad
- 1793 Anno Helten
- 1794 Franz Joseph Bleydt[2]
- 1795 Johann Anton Koll jun.
- 1797 Peter Simon
- 1798 Sibert Caspers
- 1799 Paul Friederich
- 1800 Johann Ioseph Friederich
- 1801 Johann Wilhelm May
- 1802 Jakob Stroth.